# Oncholaimus flagellatus
Oncholaimus flagellatus is een rondwormensoort uit de familie van de Oncholaimidae. De wetenschappelijke naam van de soort is voor het eerst geldig gepubliceerd in 1967 door Gerlach.